# 18e étape du Tour d'Italie 2024
Pour un article plus général, voir Tour d'Italie 2024.
La 18e étape du Tour d'Italie 2024 se déroule le jeudi 23 mai 2024 entre Fiera di Primiero dans le Trentin-Haut-Adige et Padoue en Vénétie sur une distance de 171 km.

## Parcours
Après trois étapes de haute montagne, les coureurs ont à leur programme une journée théoriquement beaucoup plus facile avec la seule présence d'une côte de 4e catégorie en début d'étape puis un tracé en plaine pour les cent derniers kilomètres les menant en direction du sud à Padoue où les sprinteurs encore présents dans le peloton pourront vraisemblablement s'expliquer.

## Déroulement de la course
Dès le début de l'étape, quatre hommes forment l'échappée du jour. Ces quatre coureurs sont les Italiens Andrea Pietrobon et Mirco Maestri (Polti Kometa), Filippo Fiorelli (Bardiani CSF-Faizanè) et le Danois Mikkel Honoré (EF Education-EasyPost). Mais l'écart avec le peloton n'excède guère les deux minutes. À 55 kilomètres de l'arrivée, l'Italien Edoardo Affini (Visma-Lease a Bike) sort du peloton et revient seul sur les quatre échappés qui comptent encore à ce moment un avantage de 25 secondes. L'échappée prend fin à dix kilomètres du terme. la victoire se joue au sprint. Le Belge Tim Merlier (Soudal Quick Step) remporte une seconde victoire devant le maillot cyclamen Jonathan Milan et Kaden Groves.

## Résultats

### Classement de l'étape
| \| Classement de l'étape \| Classement de l'étape \| Classement de l'étape \| Classement de l'étape \| Classement de l'étape \| \| Coureur \| Coureur \| Pays \| Équipe \| Temps \| \| --------------------- \| --------------------- \| --------------------- \| ---------------------- \| --------------------- \| \| 1er \| Tim Merlier \| Belgique \| Soudal Quick-Step \| 3 h 45 min 44 s \| \| 2e \| Jonathan Milan \| Italie \| Lidl-Trek \| + 0 s \| \| 3e \| Kaden Groves \| Australie \| Alpecin-Deceuninck \| + 0 s \| \| 4e \| Alberto Dainese \| Italie \| Tudor Pro Cycling Team \| + 0 s \| \| 5e \| Stanisław Aniołkowski \| Pologne \| Cofidis \| + 0 s \| \| 6e \| Fernando Gaviria \| Colombie \| Movistar Team \| + 0 s \| \| 7e \| Madis Mihkels \| Estonie \| Intermarché-Wanty \| + 0 s \| \| 8e \| Caleb Ewan \| Australie \| Team Jayco AlUla \| + 0 s \| \| 9e \| Davide Ballerini \| Italie \| Astana Qazaqstan Team \| + 0 s \| \| 10e \| Sebastián Molano \| Colombie \| UAE Team Emirates \| + 0 s \| |                       |           |                        |                 |
| |                       |           |                        |                 |
| Sources : ProCyclingStats Cycling Quotient |                       |           |                        |                 |
| Classement de l'étape |                       |           |                        |                 |
| Coureur | Coureur               | Pays      | Équipe                 | Temps           |
| 1er | Tim Merlier           | Belgique  | Soudal Quick-Step      | 3 h 45 min 44 s |
| 2e | Jonathan Milan        | Italie    | Lidl-Trek              | + 0 s           |
| 3e | Kaden Groves          | Australie | Alpecin-Deceuninck     | + 0 s           |
| 4e | Alberto Dainese       | Italie    | Tudor Pro Cycling Team | + 0 s           |
| 5e | Stanisław Aniołkowski | Pologne   | Cofidis                | + 0 s           |
| 6e | Fernando Gaviria      | Colombie  | Movistar Team          | + 0 s           |
| 7e | Madis Mihkels         | Estonie   | Intermarché-Wanty      | + 0 s           |
| 8e | Caleb Ewan            | Australie | Team Jayco AlUla       | + 0 s           |
| 9e | Davide Ballerini      | Italie    | Astana Qazaqstan Team  | + 0 s           |
| 10e | Sebastián Molano      | Colombie  | UAE Team Emirates      | + 0 s           |

### Points attribués pour le classement par points
| Sprint intermédiaire Valdobbiadene (km 67,9) | Sprint intermédiaire Valdobbiadene (km 67,9) | Sprint intermédiaire Valdobbiadene (km 67,9) | Sprint intermédiaire Valdobbiadene (km 67,9) | Sprint intermédiaire Valdobbiadene (km 67,9) |
| -------------------------------------------- | -------------------------------------------- | -------------------------------------------- | -------------------------------------------- | -------------------------------------------- |
|                                              | Coureur                                      | Pays                                         | Équipe                                       | Point(s)                                     |
| 1er                                          | Andrea Pietrobon                             | Italie                                       | Polti Kometa                                 | 12                                           |
| 2e                                           | Mirco Maestri                                | Italie                                       | Polti Kometa                                 | 8                                            |
| 3e                                           | Filippo Fiorelli                             | Italie                                       | VF Group-Bardiani CSF-Faizané                | 6                                            |
| 4e                                           | Mikkel Honoré                                | Danemark                                     | EF Education-EasyPost                        | 5                                            |
| 5e                                           | Jonathan Milan                               | Italie                                       | Lidl-Trek                                    | 4                                            |
| 6e                                           | Edward Theuns                                | Belgique                                     | Lidl-Trek                                    | 3                                            |
| 7e                                           | Andrea Bagioli                               | Italie                                       | Lidl-Trek                                    | 2                                            |
| 8e                                           | Florian Stork                                | Allemagne                                    | Tudor Pro Cycling Team                       | 1                                            |
| modifier                                     |                                              |                                              |                                              |                                              |

| Sprint intermédiaire Villorba (km 108,9) | Sprint intermédiaire Villorba (km 108,9) | Sprint intermédiaire Villorba (km 108,9) | Sprint intermédiaire Villorba (km 108,9) | Sprint intermédiaire Villorba (km 108,9) |
| ---------------------------------------- | ---------------------------------------- | ---------------------------------------- | ---------------------------------------- | ---------------------------------------- |
|                                          | Coureur                                  | Pays                                     | Équipe                                   | Point(s)                                 |
| 1er                                      | Filippo Fiorelli                         | Italie                                   | VF Group-Bardiani CSF-Faizané            | 12                                       |
| 2e                                       | Andrea Pietrobon                         | Italie                                   | Polti Kometa                             | 8                                        |
| 3e                                       | Mikkel Honoré                            | Danemark                                 | EF Education-EasyPost                    | 6                                        |
| 4e                                       | Mirco Maestri                            | Italie                                   | Polti Kometa                             | 5                                        |
| 5e                                       | Jonathan Milan                           | Italie                                   | Lidl-Trek                                | 4                                        |
| 6e                                       | Juan Pedro López                         | Espagne                                  | Lidl-Trek                                | 3                                        |
| 7e                                       | Edward Theuns                            | Belgique                                 | Lidl-Trek                                | 2                                        |
| 8e                                       | Simone Consonni                          | Italie                                   | Lidl-Trek                                | 1                                        |
| modifier                                 |                                          |                                          |                                          |                                          |

| \| Arrivée d'étape Padoue (km 178) \| Arrivée d'étape Padoue (km 178) \| Arrivée d'étape Padoue (km 178) \| Arrivée d'étape Padoue (km 178) \| Arrivée d'étape Padoue (km 178) \| \| ------------------------------- \| ------------------------------- \| ------------------------------- \| ------------------------------- \| ------------------------------- \| \| \| Coureur \| Pays \| Équipe \| Point(s) \| \| 1er \| Tim Merlier \| Belgique \| Soudal Quick-Step \| 50 \| \| 2e \| Jonathan Milan \| Italie \| Lidl-Trek \| 35 \| \| 3e \| Kaden Groves \| Australie \| Alpecin-Deceuninck \| 25 \| \| 4e \| Alberto Dainese \| Italie \| Tudor Pro Cycling Team \| 18 \| \| 5e \| Stanisław Aniołkowski \| Pologne \| Cofidis \| 14 \| \| 6e \| Fernando Gaviria \| Colombie \| Movistar \| 12 \| \| 7e \| Madis Mihkels \| Estonie \| Intermarché-Wanty \| 10 \| \| 8e \| Caleb Ewan \| Australie \| Jayco AlUla \| 8 \| \| 9e \| Davide Ballerini \| Italie \| Astana Qazaqstan \| 7 \| \| 10e \| Sebastián Molano \| Colombie \| UAE Team Emirates \| 6 \| \| 11e \| Max Walscheid \| Allemagne \| Jayco AlUla \| 5 \| \| 12e \| Hugo Hofstetter \| France \| Israel-Premier Tech \| 4 \| \| 13e \| Laurence Pithie \| Nouvelle-Zélande \| Groupama-FDJ \| 3 \| \| 14e \| Andrea Pasqualon \| Italie \| Bahrain Victorious \| 2 \| \| 15e \| Enrico Zanoncello \| Italie \| VF Group-Bardiani CSF-Faizané \| 1 \| \| modifier \| \| \| \| \| |                       |                  |                               |          |
| Arrivée d'étape Padoue (km 178) |                       |                  |                               |          |
| | Coureur               | Pays             | Équipe                        | Point(s) |
| 1er | Tim Merlier           | Belgique         | Soudal Quick-Step             | 50       |
| 2e | Jonathan Milan        | Italie           | Lidl-Trek                     | 35       |
| 3e | Kaden Groves          | Australie        | Alpecin-Deceuninck            | 25       |
| 4e | Alberto Dainese       | Italie           | Tudor Pro Cycling Team        | 18       |
| 5e | Stanisław Aniołkowski | Pologne          | Cofidis                       | 14       |
| 6e | Fernando Gaviria      | Colombie         | Movistar                      | 12       |
| 7e | Madis Mihkels         | Estonie          | Intermarché-Wanty             | 10       |
| 8e | Caleb Ewan            | Australie        | Jayco AlUla                   | 8        |
| 9e | Davide Ballerini      | Italie           | Astana Qazaqstan              | 7        |
| 10e | Sebastián Molano      | Colombie         | UAE Team Emirates             | 6        |
| 11e | Max Walscheid         | Allemagne        | Jayco AlUla                   | 5        |
| 12e | Hugo Hofstetter       | France           | Israel-Premier Tech           | 4        |
| 13e | Laurence Pithie       | Nouvelle-Zélande | Groupama-FDJ                  | 3        |
| 14e | Andrea Pasqualon      | Italie           | Bahrain Victorious            | 2        |
| 15e | Enrico Zanoncello     | Italie           | VF Group-Bardiani CSF-Faizané | 1        |
| modifier |                       |                  |                               |          |

### Points attribués pour le classement du meilleur grimpeur
| \| Lamon (km 17,6) 4e catégorie (3,4 km à 5,6%) \| Lamon (km 17,6) 4e catégorie (3,4 km à 5,6%) \| Lamon (km 17,6) 4e catégorie (3,4 km à 5,6%) \| Lamon (km 17,6) 4e catégorie (3,4 km à 5,6%) \| Lamon (km 17,6) 4e catégorie (3,4 km à 5,6%) \| \| -------------------------------------------- \| -------------------------------------------- \| -------------------------------------------- \| -------------------------------------------- \| -------------------------------------------- \| \| \| Coureur \| Pays \| Équipe \| Point(s) \| \| 1er \| Mirco Maestri \| Italie \| Polti Kometa \| 3 \| \| 2e \| Mikkel Honoré \| Danemark \| EF Education-EasyPost \| 2 \| \| 3e \| Filippo Fiorelli \| Italie \| VF Group-Bardiani CSF-Faizané \| 1 \| \| modifier \| \| \| \| \| |                  |          |                               |          |
| Lamon (km 17,6) 4e catégorie (3,4 km à 5,6%) |                  |          |                               |          |
| | Coureur          | Pays     | Équipe                        | Point(s) |
| 1er | Mirco Maestri    | Italie   | Polti Kometa                  | 3        |
| 2e | Mikkel Honoré    | Danemark | EF Education-EasyPost         | 2        |
| 3e | Filippo Fiorelli | Italie   | VF Group-Bardiani CSF-Faizané | 1        |
| modifier |                  |          |                               |          |

### Points attribués pour le classement des sprints intermédiaires
| Sprint intermédiaire Valdobbiadene (km 67,9) | Sprint intermédiaire Valdobbiadene (km 67,9) | Sprint intermédiaire Valdobbiadene (km 67,9) | Sprint intermédiaire Valdobbiadene (km 67,9) | Sprint intermédiaire Valdobbiadene (km 67,9) |
| -------------------------------------------- | -------------------------------------------- | -------------------------------------------- | -------------------------------------------- | -------------------------------------------- |
|                                              | Coureur                                      | Pays                                         | Équipe                                       | Point(s)                                     |
| 1er                                          | Andrea Pietrobon                             | Italie                                       | Polti Kometa                                 | 10                                           |
| 2e                                           | Mirco Maestri                                | Italie                                       | Polti Kometa                                 | 6                                            |
| 3e                                           | Filippo Fiorelli                             | Italie                                       | VF Group-Bardiani CSF-Faizané                | 3                                            |
| 4e                                           | Mikkel Honoré                                | Danemark                                     | EF Education-EasyPost                        | 2                                            |
| 5e                                           | Jonathan Milan                               | Italie                                       | Lidl-Trek                                    | 1                                            |
| modifier                                     |                                              |                                              |                                              |                                              |

| Sprint intermédiaire Martellago (km 131,5) | Sprint intermédiaire Martellago (km 131,5) | Sprint intermédiaire Martellago (km 131,5) | Sprint intermédiaire Martellago (km 131,5) | Sprint intermédiaire Martellago (km 131,5) |
| ------------------------------------------ | ------------------------------------------ | ------------------------------------------ | ------------------------------------------ | ------------------------------------------ |
|                                            | Coureur                                    | Pays                                       | Équipe                                     | Point(s)                                   |
| 1er                                        | Filippo Fiorelli                           | Italie                                     | VF Group-Bardiani CSF-Faizané              | 10                                         |
| 2e                                         | Andrea Pietrobon                           | Italie                                     | Polti Kometa                               | 6                                          |
| 3e                                         | Mirco Maestri                              | Italie                                     | Polti Kometa                               | 3                                          |
| 4e                                         | Edoardo Affini                             | Italie                                     | Visma-Lease a Bike                         | 2                                          |
| 5e                                         | Mikkel Honoré                              | Danemark                                   | EF Education-EasyPost                      | 1                                          |
| modifier                                   |                                            |                                            |                                            |                                            |

### Bonifications
|   | Coureur          | Pays     | Équipe                        | Secondes |
| - | ---------------- | -------- | ----------------------------- | -------- |
| 1 | Filippo Fiorelli | Italie   | VF Group-Bardiani CSF-Faizané | 3 s      |
| 2 | Andrea Pietrobon | Italie   | Polti Kometa                  | 2 s      |
| 3 | Mikkel Honoré    | Danemark | EF Education-EasyPost         | 1 s      |

|   | Coureur          | Pays   | Équipe                        | Secondes |
| - | ---------------- | ------ | ----------------------------- | -------- |
| 1 | Filippo Fiorelli | Italie | VF Group-Bardiani CSF-Faizané | 3 s      |
| 2 | Andrea Pietrobon | Italie | Polti Kometa                  | 2 s      |
| 3 | Mirco Maestri    | Italie | Polti Kometa                  | 1 s      |

| \| \| Coureur \| Pays \| Équipe \| Secondes \| \| - \| -------------- \| --------- \| ------------------ \| -------- \| \| 1 \| Tim Merlier \| Belgique \| Soudal Quick-Step \| 10 s \| \| 2 \| Jonathan Milan \| Italie \| Lidl-Trek \| 6 s \| \| 3 \| Kaden Groves \| Australie \| Alpecin-Deceuninck \| 4 s \| |                |           |                    |          |
| | Coureur        | Pays      | Équipe             | Secondes |
| 1 | Tim Merlier    | Belgique  | Soudal Quick-Step  | 10 s     |
| 2 | Jonathan Milan | Italie    | Lidl-Trek          | 6 s      |
| 3 | Kaden Groves   | Australie | Alpecin-Deceuninck | 4 s      |

## Classements à l'issue de l'étape

### Classement général
| \| Classement général \| Classement général \| Classement général \| Classement général \| Classement général \| \| Coureur \| Coureur \| Pays \| Équipe \| Temps \| \| ------------------ \| ------------------ \| ------------------ \| -------------------------- \| ------------------ \| \| 1er \| Tadej Pogačar \| Slovénie \| UAE Team Emirates \| 67 h 17 min 02 s \| \| 2e \| Daniel Martínez \| Colombie \| Bora-Hansgrohe \| + 7 min 42 s \| \| 3e \| Geraint Thomas \| Royaume-Uni \| Ineos Grenadiers \| + 8 min 04 s \| \| 4e \| Ben O'Connor \| Australie \| Decathlon-AG2R La Mondiale \| + 9 min 47 s \| \| 5e \| Antonio Tiberi \| Italie \| Bahrain Victorious \| + 10 min 29 s \| \| 6e \| Thymen Arensman \| Pays-Bas \| Ineos Grenadiers \| + 11 min 10 s \| \| 7e \| Romain Bardet \| France \| Team dsm-firmenich PostNL \| + 12 min 42 s \| \| 8e \| Einer Rubio \| Colombie \| Movistar Team \| + 13 min 33 s \| \| 9e \| Filippo Zana \| Italie \| Team Jayco AlUla \| + 13 min 52 s \| \| 10e \| Jan Hirt \| Tchéquie \| Soudal Quick-Step \| + 14 min 44 s \| |                 |             |                            |                  |
| |                 |             |                            |                  |
| Sources : ProCyclingStats Cycling Quotient |                 |             |                            |                  |
| Classement général |                 |             |                            |                  |
| Coureur | Coureur         | Pays        | Équipe                     | Temps            |
| 1er | Tadej Pogačar   | Slovénie    | UAE Team Emirates          | 67 h 17 min 02 s |
| 2e | Daniel Martínez | Colombie    | Bora-Hansgrohe             | + 7 min 42 s     |
| 3e | Geraint Thomas  | Royaume-Uni | Ineos Grenadiers           | + 8 min 04 s     |
| 4e | Ben O'Connor    | Australie   | Decathlon-AG2R La Mondiale | + 9 min 47 s     |
| 5e | Antonio Tiberi  | Italie      | Bahrain Victorious         | + 10 min 29 s    |
| 6e | Thymen Arensman | Pays-Bas    | Ineos Grenadiers           | + 11 min 10 s    |
| 7e | Romain Bardet   | France      | Team dsm-firmenich PostNL  | + 12 min 42 s    |
| 8e | Einer Rubio     | Colombie    | Movistar Team              | + 13 min 33 s    |
| 9e | Filippo Zana    | Italie      | Team Jayco AlUla           | + 13 min 52 s    |
| 10e | Jan Hirt        | Tchéquie    | Soudal Quick-Step          | + 14 min 44 s    |

### Classement par points
| Classement par points | Classement par points | Classement par points | Classement par points         | Classement par points |
| Coureur               | Coureur               | Pays                  | Équipe                        | Points                |
| --------------------- | --------------------- | --------------------- | ----------------------------- | --------------------- |
| 1er                   | Jonathan Milan        | Italie                | Lidl-Trek                     | 327 pts               |
| 2e                    | Kaden Groves          | Australie             | Alpecin-Deceuninck            | 200 pts               |
| 3e                    | Tim Merlier           | Belgique              | Soudal Quick-Step             | 143 pts               |
| 4e                    | Filippo Fiorelli      | Italie                | VF Group-Bardiani CSF-Faizanè | 116 pts               |
| 5e                    | Julian Alaphilippe    | France                | Soudal Quick-Step             | 113 pts               |
| 6e                    | Tadej Pogačar         | Slovénie              | UAE Team Emirates             | 111 pts               |
| 7e                    | Andrea Pietrobon      | Italie                | Team Polti Kometa             | 111 pts               |
| 8e                    | Mirco Maestri         | Italie                | Team Polti Kometa             | 72 pts                |
| 9e                    | Davide Ballerini      | Italie                | Astana Qazaqstan Team         | 70 pts                |
| 10e                   | Jhonatan Narváez      | Équateur              | Ineos Grenadiers              | 66 pts                |

### Classement de la montagne
| Classement de la montagne | Classement de la montagne | Classement de la montagne | Classement de la montagne     | Classement de la montagne |
| Coureur                   | Coureur                   | Pays                      | Équipe                        | Points                    |
| ------------------------- | ------------------------- | ------------------------- | ----------------------------- | ------------------------- |
| 1er                       | Tadej Pogačar             | Slovénie                  | UAE Team Emirates             | 230 pts                   |
| 2e                        | Giulio Pellizzari         | Italie                    | VF Group-Bardiani CSF-Faizanè | 148 pts                   |
| 3e                        | Georg Steinhauser         | Allemagne                 | EF Education-EasyPost         | 130 pts                   |
| 4e                        | Nairo Quintana            | Colombie                  | Movistar Team                 | 114 pts                   |
| 5e                        | Simon Geschke             | Allemagne                 | Cofidis                       | 78 pts                    |
| 6e                        | Julian Alaphilippe        | France                    | Soudal Quick-Step             | 77 pts                    |
| 7e                        | Daniel Martínez           | Colombie                  | Bora-Hansgrohe                | 72 pts                    |
| 8e                        | Valentin Paret-Peintre    | France                    | Decathlon-AG2R La Mondiale    | 55 pts                    |
| 9e                        | Romain Bardet             | France                    | Team dsm-firmenich PostNL     | 47 pts                    |
| 10e                       | Amanuel Ghebreigzabhier   | Érythrée                  | Lidl-Trek                     | 42 pts                    |

### Classement du meilleur jeune
| Classement du meilleur jeune | Classement du meilleur jeune | Classement du meilleur jeune | Classement du meilleur jeune | Classement du meilleur jeune |
| Coureur                      | Coureur                      | Pays                         | Équipe                       | Temps                        |
| ---------------------------- | ---------------------------- | ---------------------------- | ---------------------------- | ---------------------------- |
| 1er                          | Antonio Tiberi               | Italie                       | Bahrain Victorious           | 67 h 27 min 31 s             |
| 2e                           | Thymen Arensman              | Pays-Bas                     | Ineos Grenadiers             | + 41 s                       |
| 3e                           | Filippo Zana                 | Italie                       | Team Jayco AlUla             | + 3 min 23 s                 |
| 4e                           | Davide Piganzoli             | Italie                       | Team Polti Kometa            | + 12 min 09 s                |
| 5e                           | Valentin Paret-Peintre       | France                       | Decathlon-AG2R La Mondiale   | + 30 min 43 s                |
| 6e                           | Alex Baudin                  | France                       | Decathlon-AG2R La Mondiale   | + 40 min 14 s                |
| 7e                           | Giovanni Aleotti             | Italie                       | Bora-Hansgrohe               | + 47 min 24 s                |
| 8e                           | Kevin Vermaerke              | États-Unis                   | Team dsm-firmenich PostNL    | + 55 min 31 s                |
| 9e                           | Edoardo Zambanini            | Italie                       | Bahrain Victorious           | + 1 h 02 min 20 s            |
| 10e                          | Mauri Vansevenant            | Belgique                     | Soudal Quick-Step            | + 1 h 05 min 16 s            |

### Classement par équipes
| Classement par équipes | Classement par équipes        | Classement par équipes | Classement par équipes |
| Équipe                 | Équipe                        | Pays                   | Temps                  |
| ---------------------- | ----------------------------- | ---------------------- | ---------------------- |
| 1re                    | Decathlon-AG2R La Mondiale    | France                 | 202 h 40 min 13 s      |
| 2e                     | Ineos Grenadiers              | Royaume-Uni            | + 16 min 46 s          |
| 3e                     | UAE Team Emirates             | Émirats arabes unis    | + 34 min 11 s          |
| 4e                     | Bahrain Victorious            | Bahreïn                | + 1 h 00 min 28 s      |
| 5e                     | Team dsm-firmenich PostNL     | Pays-Bas               | + 1 h 16 min 22 s      |
| 6e                     | Astana Qazaqstan Team         | Kazakhstan             | + 1 h 17 min 07 s      |
| 7e                     | Movistar Team                 | Espagne                | + 1 h 33 min 36 s      |
| 8e                     | Bora-Hansgrohe                | Allemagne              | + 1 h 42 min 41 s      |
| 9e                     | VF Group-Bardiani CSF-Faizané | Italie                 | + 1 h 55 min 52 s      |
| 10e                    | Soudal Quick-Step             | Belgique               | + 2 h 02 min 07 s      |

## Abandons
- Christian Scaroni (Astana Qazaqstan) : non partant